# Canton de Maintenon
Le canton de Maintenon est une ancienne division administrative française située dans le département d'Eure-et-Loir et la région Centre-Val de Loire.

## Géographie
Ce canton était organisé autour de Maintenon dans l'arrondissement de Chartres. Son altitude variait de 95 m (Pierres) à 171 m (Bouglainval) pour une altitude moyenne de 212 m.

## Représentation

### Conseillers généraux de 1833 à 2015
| Période | Période      | Identité                         | Étiquette      | Qualité |
| ------- | ------------ | -------------------------------- | -------------- | --- |
| 1833    | 1836         | François André Roche             |                | Propriétaire à Gallardon |
| 1836    | 1870         | Louis Jacques Bonnet (1800-1875) |                | Propriétaire, farinier, maire de Soulaires, conseiller d'arrondissement                                                                                           |
| 1870    | 1892         | Louis Charles Victor Corbière    | Républicain    | Maire de Maintenon |
| 1892    | 1922         | Gustave Lhopiteau                | Rad.           | Avoué Député d'Eure-et-Loir (1893-1912) Sénateur d'Eure-et-Loir (1912-1930) Ministre de la Justice (1920-1921)                                                    |
| 1922    | 1929 (décès) | Octave Benoist                   | Rad.           | Cultivateur Maire de Gas, ancien conseiller d'arrondissement |
| 1929    | 1934         | Georges Lambert                  | Rad.           | Industriel Maire de Saint-Piat |
| 1934    | 1940         | André Gilles                     | URD            | Médecin - Conseiller municipal d'Épernon (1939-1945) Nommé conseiller départemental en 1943                                                                       |
|         |              |                                  |                | |
| 1945    | 1949         | André Gilles                     | DVD            | Médecin, maire d'Épernon |
| 1949    | 1976 (décès) | Guy Petitpas de La Vasselais     | DVD            | Propriétaire-exploitant agricole Sénateur d'Eure-et-Loir (1959-1971) Maire de Saint-Symphorien-le-Château                                                         |
| 1976    | 1985         | Jocelyne Petit                   | PS             | Institutrice Maire d'Ymeray, présidente de la communauté de communes des Terrasses et Vallées de Maintenon Suppléante de la députée Françoise Gaspard (1981-1986) |
| 1985    | 1998         | René Gallas                      | UDF-PR puis DL | Chef d'entreprise Maire d'Épernon (1983-2001) Suppléant du député Gérard Cornu (1993-1997) Vice-président du conseil général                                      |
| 1998    | 2004         | Catherine Pesnot                 | PS             | Journaliste Maire de Bleury (1989-2004) Suppléante du député Georges Lemoine (1997-2002)                                                                          |
| 2004    | 2015         | Michel Deprez                    | PS             | Retraité Conseiller municipal (opposition) d'Épernon (2001-2008 et 2014-2020)                                                                                     |

### Conseillers d'arrondissement (de 1833 à 1940)
| Période                                  | Période          | Identité                         | Étiquette | Qualité |
| ---------------------------------------- | ---------------- | -------------------------------- | --------- | --- |
| 1833                                     | 1836             | Louis Jacques Bonnet (1800-1875) |           | Marchand farinier à Soulaires                                                                               |
| 1836                                     | 1848             | Jacques Martin Foullon           |           | Maire de Saint-Piat                                                                                         |
|                                          |                  |                                  |           | |
|                                          | 1883             | Denis                            |           | |
| 1883                                     | 1887 (démission) | Gaston Crouzet                   |           | |
| 1887                                     |                  | Étienne Hautefeuille             |           | |
|                                          |                  |                                  |           | |
|                                          | 1919             | Octave Benoist (1848-1929)       | Radical   | Cultivateur, maire de Gas                                                                                   |
| 1919                                     | 1931             | Florentin Tourneux               | Radical   | Cultivateur, maire de Bailleau-sous-Gallardon                                                               |
| 1931                                     |                  | Séraphin Coudière                | Radical   | Instituteur, maire de Bailleau-sous-Gallardon                                                               |
| 1940                                     |                  |                                  |           | Les conseils d'arrondissement ont été suspendus par la loi du 12 octobre 1940 et n'ont jamais été réactivés |
| Les données manquantes sont à compléter. |                  |                                  |           | |

## Composition
Le canton de Maintenon regroupait dix-neuf communes et comptait 29 779 habitants (recensement de 1999 sans doubles comptes).
| Communes                                         | Population (2012) | Code postal | Code Insee |
| ------------------------------------------------ | ----------------- | ----------- | ---------- |
| Bailleau-Armenonville                            | 1 179             | 28320       | 28023      |
| Bleury-Saint-Symphorien                          | 1256              | 28700       | 28361      |
| • Bleury (commune déléguée)                      | 422               | 28700       | 28042      |
| • Saint-Symphorien-le-Château (commune déléguée) | 834               | 28700       | 28361      |
| Bouglainval                                      | 801               | 28130       | 28052      |
| Chartainvilliers                                 | 630               | 28130       | 28084      |
| Droue-sur-Drouette                               | 1 123             | 28230       | 28135      |
| Écrosnes                                         | 742               | 28320       | 28137      |
| Épernon                                          | 5 498             | 28230       | 28140      |
| Gallardon                                        | 3 510             | 28320       | 28168      |
| Gas                                              | 634               | 28320       | 28172      |
| Hanches                                          | 2 313             | 28130       | 28191      |
| Houx                                             | 653               | 28130       | 28195      |
| Maintenon                                        | 4 440             | 28130       | 28227      |
| Mévoisins                                        | 634               | 28130       | 28249      |
| Pierres                                          | 2 691             | 28130       | 28298      |
| Saint-Martin-de-Nigelles                         | 1 147             | 28130       | 28352      |
| Saint-Piat                                       | 1 091             | 28130       | 28357      |
| Soulaires                                        | 423               | 28130       | 28379      |
| Yermenonville                                    | 511               | 28130       | 28423      |
| Ymeray                                           | 503               | 28320       | 28425      |

## Démographie
| 1962   | 1968   | 1975   | 1982   | 1990   | 1999   | 2006   | 2011   | 2012   |
| ------ | ------ | ------ | ------ | ------ | ------ | ------ | ------ | ------ |
| 13 286 | 15 070 | 18 163 | 22 367 | 26 716 | 29 779 | 30 821 | 31 686 | 31 730 |